# Prix Lambda Literary de la Fiction transgenre
Le Lambda Literary Award for Transgender Fiction (Prix Lambda Literary pour la fiction transgenre) est un prix littéraire annuel remis par la Lambda Literary Foundation (en) pour une œuvre de fiction sur le thème de la transidentité. Comme le prix s'intéresse à la place du thème dans l'ouvrage, les personnes cisgenres peuvent également être nommés ou gagner le prix.
Des années 1990 à 2010, les romans, recueils de poésie et livres de nonfiction sont regroupés sous une même catégorie « Transgenre », le lauréat pouvant donc être ou non un roman,.

## Lauréats et finalistes
| Année | Lauréat                                                                                       | Finalistes |
| ----- | --------------------------------------------------------------------------------------------- | --- |
| 1999  | Trumpet, Jackie Kay                                                                           | |
| 2000  | Danish Girl, David Ebershoff                                                                  | |
| 2005  | Choir Boy, Charlie Jane Anders                                                                | |
| 2011  | Zoe Whittall, Holding Still for As Long As Possible                                           | - Justin Hall, Diego Gomez, Fred Noland et Jon Macy, Glamazonia: The Uncanny Super Tranny - Catherine Ryan Hyde, Jumpstart the World                                                                     |
| 2012  | Tristan Taormino, ed., Take Me There: Trans and Genderqueer Erotica                           | - Cris Beam, I Am J - Dana De Young, The Butterfly and the Flame - Rafe Posey, The Book of Broken Hymns - L. A. Witt, Static                                                                             |
| 2013  | Tom Léger et Riley MacLeod, eds., The Collection: Short Fiction from the Transgender Vanguard | - Rachel Gold, Being Emily - Roz Kaveney, Dialectic of the Flesh - Michael Quadland, Offspring - Rae Spoon, First Spring Grass Fire                                                                      |
| 2014  | Trish Salah, Wanting in Arabic                                                                | - Imogen Binnie, Nevada - Devon Llywelyn Jones, Tiresias |
| 2015  | Casey Plett, A Safe Girl to Love                                                              | - La JohnJoseph, Everything Must Go - Kim Fu, For today I am a boy - Shani Mootoo, Moving Forward Sideways Like a Crab - Alex Myers, Revolutionary                                                       |
| 2016  | Roz Kaveney, Tiny Pieces of Skull, or a Lesson in Manners                                     | - Michael Scott Monje, Jr., Defiant - Sassafras Lowrey, Lost Boi |
| 2017  | Jia Qing Wilson-Yang, Small Beauty                                                            | - Kai Cheng Thom, Fierce Femmes and Notorious Liars: A Dangerous Trans Girl’s Confabulous Memoir - Meredith Russo, If I Was Your Girl                                                                    |
| 2018  | Pas de catégorie.                                                                             | Pas de catégorie. |
| 2019  | Little Fish, Casey Plett, Arsenal Pulp Press                                                  | - Confessions of the Fox: A Novel, Jordy Rosenberg - Freshwater, Akwaeke Emezi - Invasions, Calvin Gimpelevich - Sketchtasy, Mattilda Bernstein Sycamore                                                 |
| 2020  | Little Blue Encyclopedia (for Vivian), Hazel Jane Plante                                      | - The Beatrix Gates, Rachel Pollack - Honey Walls, Bones McKay - Poet, Prophet, Fox: The Tale of Sinnach the Seer, M.Z. McDonnell - The Trans Space Octopus Congregation, Bogi Takács                    |
| 2021  | Zeyn Joukhadar, The Thirty Names of Night                                                     | - Nino Cipri, Finna - Chana Porter, The Seep - Vivek Shraya, The Subtweet - Lydia Rogue, Trans-Galactic Bike Ride: Feminist Bicycle Science Fiction Stories of Transgender and Nonbinary Adventurers     |
| 2022  | Jeanne Thornton, Summer Fun                                                                   | - Callum Angus, A Natural History of Transition - Torrey Peters, Detransition, Baby - Megan Milks, Margaret and the Mystery of the Missing Body - Shelley Parker-Chan, Celle qui devint le soleil        |
| 2023  | The Call-Out de Cat Fitzpatrick                                                               | - All the Hometowns You Can’t Stay Away From de Izzy Wasserstein - Didn’t Nobody Give a Shit What Happened to Carlotta de James Hannaham - Manywhere de Morgan Thomas - Wrath Goddess Sing de Maya Deane |
| 2024  | Wild Geese, Soula Emmanuel                                                                    | - Bellies, Nicola Dinan - Girlfriends, Emily Zhou - Les Enragé·e·s, Valérie Bah (trad. The Rage Letters, Kama La Mackerel) - Trash, Sylvia Aguilar Zéleny - Wild Geese, Soula Emmanuel                   |